# صموئيل دانيشيفسكي
صموئيل دانيشيفسكي (بالإنجليزية: Samuel J. Danishefsky)‏ (من مواليد 10 مارس 1936) هو كيميائي أمريكي يعمل كأستاذ في كل من جامعة كولومبيا ومركز ميموريال سلون كيترينج للسرطان في مدينة نيويورك.